# Ареси
Ареси (фр. Aressy) насеље је и општина у југозападној Француској у региону Аквитанија, у департману Атлантски Пиринеји која припада префектури По.
По подацима из 2011. године у општини је живело 634 становника, а густина насељености је износила 294,88 становника/km². Општина се простире на површини од 2,15 km². Налази се на средњој надморској висини од 241 метар (максималној 244 m, а минималној 179 m).

## Демографија
| 1962. | 1968. | 1975. | 1982. | 1990. | 1999. | 2011. |
| ----- | ----- | ----- | ----- | ----- | ----- | ----- |
| 399   | 476   | 601   | 578   | 546   | 543   | 634   |

График промене броја становника у току последњих година